# Ritchie Blackmore's Rainbow
《Ritchie Blackmore's Rainbow》는 1975년 8월 4일에 발매된 미국과 영국의 록 밴드 레인보우의 첫 번째 스튜디오 음반이다.

## 발매 및 평가
| 전문가 평가   | 전문가 평가   |
| 평가 점수     | 평가 점수     |
| 출처          | 점수          |
| ------------- | ------------- |
| AllMusic      | [ 1 ]         |
| Rolling Stone | (unfavorable) |
| Sputnikmusic  | [ 3 ]         |

오리지널 바이닐 발매는 게이트폴드 소매를 가지고 있었지만, 나중에 폴리도르에 대한 예산 재발행은 싱글 소매로 줄어들었다. 이 음반의 곡들은 후속곡인 레인보우 라인업에 의해 연주되었다.
이 음반은 판타지/영웅 같은 서정적인 내용과 혁신적인 록 스타일로 널리 호평을 받았다.
《Ritchie Blackmore's Rainbow》는 1999년 4월 미국에서 리마스터드된 형태로 CD로 재발매되었다. 유럽 발매는 올해 후반기에 이어졌다.
보컬리스트 로니 제임스 디오는 이번 음반이 그가 가장 좋아하는 레인보우 음반이라고 생각했다.
이 음반이 리치 블랙모어 솔로 발매라는 타이틀을 암시했음에도 불구하고, 블랙모어는 농담으로 디오의 기고가 "리치 블랙모어와 로니 제임스 디오의 레인보우"를 재조명할 것이라고 말했다.

## 곡 목록
모든 곡들은 특별한 언급이 없는 한 리치 블랙모어와 로니 제임스 디오에 의해 작사/작곡하였다.
| #  | 제목                                          | 작사·작곡     | 재생 시간 |
| -- | --------------------------------------------- | ------------- | --------- |
| 1. | 〈Man on the Silver Mountain〉                |               | 4:42      |
| 2. | 〈Self Portrait〉                             |               | 3:17      |
| 3. | 〈Black Sheep of the Family (쿼터매스 커버)〉 | 스티브 해먼드 | 3:22      |
| 4. | 〈Catch the Rainbow〉                         |               | 6:27      |

| #  | 제목                                | 작사·작곡                | 재생 시간 |
| -- | ----------------------------------- | ------------------------ | --------- |
| 5. | 〈Snake Charmer〉                   |                          | 4:33      |
| 6. | 〈The Temple of the King〉          |                          | 4:45      |
| 7. | 〈If You Don't Like Rock 'n' Roll〉 |                          | 2:38      |
| 8. | 〈Sixteenth Century Greensleeves〉  |                          | 3:31      |
| 9. | 〈Still I'm Sad (야드버즈 커버)〉   | 폴 샘웰스미스, 짐 맥카티 | 3:51      |

## 인증
| 국가                       | 인증 | 판매량/출하량 |
| -------------------------- | ---- | ------------- |
| 영국 (BPI)                 | 실버 | 60,000^       |
| ^출하량을 기반으로 한 인증 |      |               |